# LAナイト
LAナイト（LA Knight、1982年11月1日 - ）は、アメリカ合衆国のプロレスラー。メリーランド州ヘイガーズタウン出身。

## 来歴

### インディー団体
2002年2月15日、NWA加盟団体であるNWAワイルドサイド（NWA Wildside ）にてデュース（Deuce）のリングネームでオニキスとタッグを組み、シャドウ・ジャクソン & ジョニー・サイコを相手にプロレスラーデビュー。
2003年よりオハイオ州シンシナティを拠点とするHWA（Heartland Wrestling Association）に入団。11月2日にオーガ・ブーガとタッグを組んでブラック・ミリティア率いるザ・ミリティア、そしてリッグス・ブラザーズ（ジェイソン・リッグス & ジョニー・リッグス）とHWAデビュー戦ながら2試合をこなした。ザ・ミリティアとはこの日の対戦をきっかけに短期抗争に発展している。
2005年よりリングネームをディック・リック（Dick Rick）へと変更し、2006年5月1日にはオハイオにてショーを行ったWWEにスポット参戦して前座番組であるHEATにジョン・モクスリーとタッグを組んでビッグ・ショーを相手にハンディキャップマッチに挑むも秒殺された。
2008年よりHWAにおいて中心選手の一人として活躍し始め、2009年にはリングネームをディック・リック・レイキス（Dick Rick Leykis）に変更し、更なる飛躍が期待された6月3日に出場したのを最後にHWAから退団した。
HWA退団後、NWA加盟団体のM1W（Mach One Pro Wrestling）に本名名義で参戦。ブライアン・ケイジとのタッグチーム、ナチュラル・セレクション（The Natural Selection）を結成して2010年1月29日にM1Wタッグ王座を獲得し、名タッグへと成長するとロックネス・モンスターズ（ジョニー・グッドタイム & ジョニー・ユマ）との抗争を展開。同年にはM1WのみならずEWF（Empire Wrestling Federation）やSCP（SoCal Pro Wrestling）、そしてCWFH（Championship Wrestling From Hollywood）といったNWA加盟団体に参戦。CWFHにはM1Wと並行して長期参戦するようになり、NWAヘリテイジタッグ王座（現 : CWFHヘリテイジタッグ王座）を巡ってロックネス・モンスターズとロス・ルチャズ（フェニックス・スター & ゾクレ）との三つ巴戦やヤング・ハリウッド（ブランドン・パーカー & トッド・チャンドラー）、ザ・トライブ（ハワイアン・ライオン & ナバホ・ウォリアー）と熾烈なベルトの争奪戦を繰り広げた。
2011年7月にナチュラル・セレクションを解散すると本格的にシングルプレイヤーへと転向し、NWA系列の団体で第一線を走った。

### WWE
2013年5月、WWEとディベロップメント契約を交わし入団。新設されたWWEパフォーマンスセンターにてトレーニングを開始し、10月にNXTに昇格。同月10日のテーピングのダークマッチにてスレート・ランドール（Slate Randall）のリングネームで出場し、ヨシ・タツと対戦して勝利した。
NXT Liveでの出場機会に恵まれ長期間トレーニングに励んでいたものの2014年7月31日にWWEから解雇となった。

### TNA / GFW
WWE解雇後、2014年9月5日、FIP（Full Impact Pro）にて行われたFIPトリオ王座争奪トーナメントにマイケル・ターヴァー & メイソン・ライアンと組んで出場するが準決勝にてドス・ベン・デホス（ジェイ・クルーズ & ジェイ・リオス） & リンセ・ドラドと対戦して敗戦となった。
2015年2月16日、TNAが行ったワンナイト・オンリーのガットチェックマッチに出場して好成績を収めた事によりTNAと契約を交わし入団。イーライ・ドレイク（Eli Drake）のリングネームで活動を開始。ドリュー・ギャロウェイが1人でビートダウン・クランと抗争を展開するが数の多さに抵抗できない事から3月27日、リングを占拠するビートダウン・クランに対しバックステージから登場してマイクアピールにて新たな仲間を連れてきた事を予告すると客席からマイカと共に現れ乱闘を行って追い払い、そしてトリオユニットであるライジング（The Rising）を結成。
ライジング vs ビートダウン・クランの抗争は熾烈な展開となる中、7月1日に決着戦である3対4のハンディキャップ形式イリミネーションマッチを行いマイカのカウント負け、自身の負傷欠場で簡単に劣勢へと陥るがギャロウェイがケニー・キング、ロウ・キーを破り食い下がったもののヘルナンデスとMVPに抵抗できず敗戦した。ビートダウン・クランとの抗争後、ギャロウェイが自身とマイカには頼りにならないと切り離し再び1人で試合を行うようになるがこれに憤慨した事によりギャロウェイを襲撃してライジングは解散となった。8月5日に直接対決を行い最後に丸め込んで勝利。同月19日、因縁に決着をつける為にギャロウェイとノーDQマッチによる再戦を行い、最後に机に叩きつけられて敗戦した。
2017年8月18日、GFWの収録にて空位となった統一GFW世界ヘビー級王座を巡りクリス・アドニス、エディ・エドワーズ、ジョニー・インパクトと4Wayマッチを行い、エドワーズからフォールを奪い勝利。王座を戴冠した。

### WWE
2022年、WWEに復帰。
2023年11月、クラウンジュエル大会のメインイベントで統一WWEユニバーサル王者ローマン・レインズに挑戦も、ピンフォール負けし王座獲得を逃した。
2024年1月、ロイヤルランブル大会では、ローマン・レインズ、AJスタイルズ、ランディ・オートンとの4way形式の統一WWEユニバーサル王座防衛戦が行われた。試合はレインズがスタイルズをピンフォールし、LAナイトは王座獲得を逃した。4月、レッスルマニア40でAJスタイルズとシングル形式で対戦し、勝利を収めている。8月3日、サマースラムでローガン・ポールを破りWWE US王座を初戴冠した。11月2日、クラウン・ジュエルでカーメロ・ヘイズ、アンドラーデに対してUS王座の防衛戦を行い、ピンフォール勝ちで王座防衛に成功した。サバイバー・シリーズで中邑真輔に敗れUS王座から陥落した。
2025年3月、スマックダウンにて中邑真輔との再戦に勝利し、US王座を奪還した。4月、レッスルマニア41でジェイコブ・ファトゥに敗れUS王座から陥落した。5月23日（日本時間24日）のマネー・イン・ザ・バンク・ラダー・マッチの予選で勝利。

## 得意技

### フィニッシュ・ホールド
グラヴィー・トレイン
垂直落下式水車落とし。
尻餅をつくようにして、背中に担いだ相手の体を斜めの状態にして頭部をマットに叩きつける。
ボトム・ラン
ベリー・トゥ・バック・サイドスラム
ブラント・フォース・トラウマ（旧）
インディー時代、TNA時代のフィニッシャー。相手の顔面に膝蹴りを与えてからディスカス・クローズラインに繋げる。
ブラント・フォース・トラウマ（新）
NXT入団時より使われるようになった。2022年現在でのフィニッシャー。各単語の頭文字をとってBFTとも呼ばれる。
背中越しに相手の頭部を右肩に固定し、そこから勢いよく前方に倒れ込むことで相手の顔面、頭部をマットに叩きつける又は、突き刺す技。

### 打撃技
エルボー
エルボー・スタンプ
エルボー・スマッシュ
バック・ハンド・チョップ
ナックルパート
クローズライン

### 投げ技
スープレックス
スーパープレックス
ジャーマンスープレックス
ベリー・トゥー・バック・スープレックス
抱え上げ式バックドロップを使用。
ベリー・トゥー・ベリー・スープレックス
通常、カウンター、雪崩式等を使用。
スカイワードスラム
フロント・パワースラム
ポップアップ・リバース・パワースラム
ベリー・トゥ・バック・リバース・フェイスバスター
フロントオーバーDDT
DDT
ネックブリーカー
ネックブリーカー・スラム
スタンド状態の相手と背中合わせになりながら相手の首を両手で捉え、勢いよくマットに背中から倒れ込んで相手の後頭部や背中をマットに叩きつける。
ロシアンレッグスィープ

## 獲得タイトル

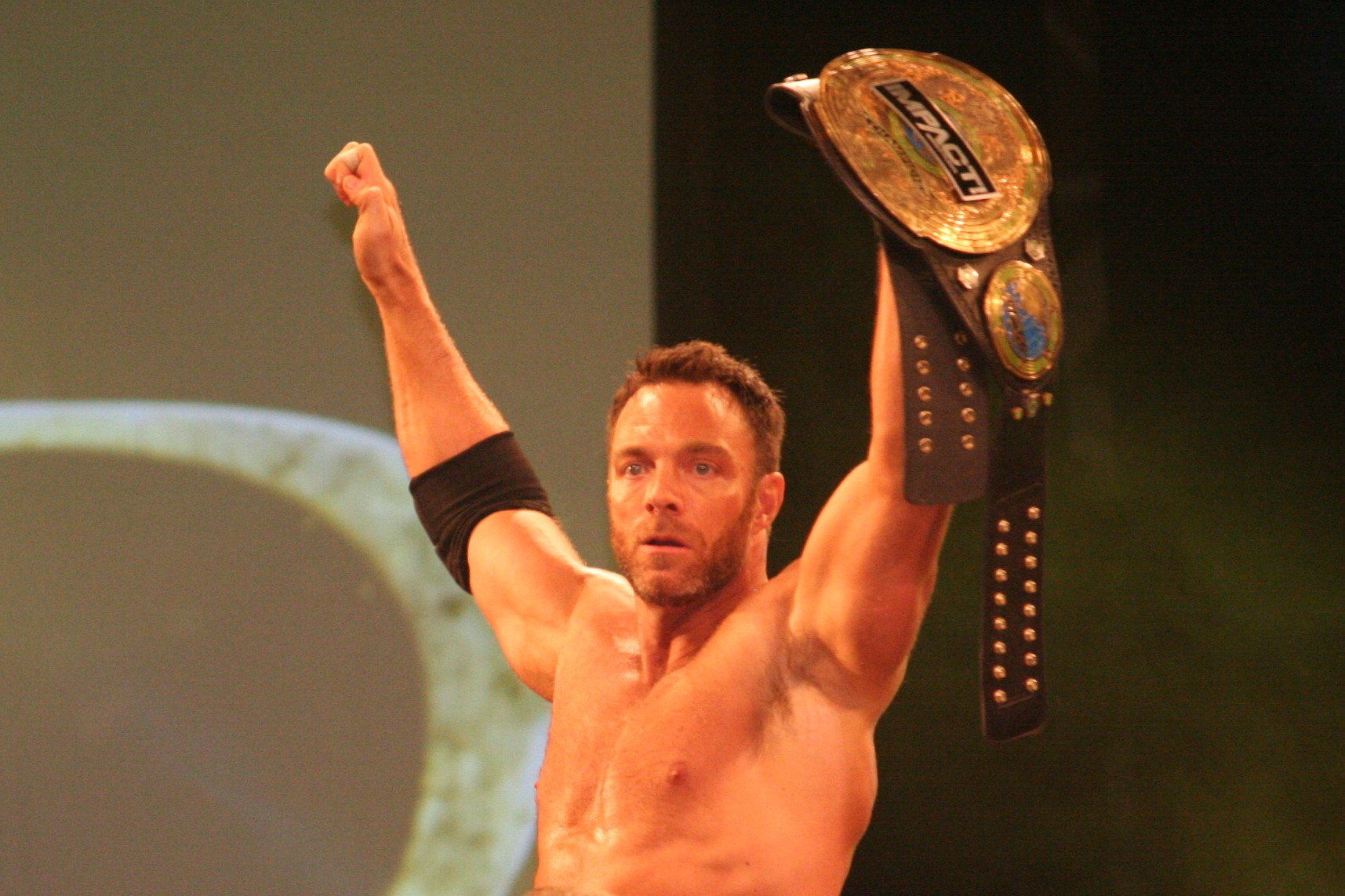
インパクト世界王座

WWE
- ミリオン・ダラー王座 : 1回
- WWE US王座 : 2回

GFW
- 統一GFW世界ヘビー級王座 : 1回

NWA
- NWA世界タッグチーム王座: 1回

w / ジェームズ・ストーム
CWFH
- CWFHヘリテイジヘビー級王座 : 1回
- NWAヘリテイジタッグ王座 : 2回

w / ブライアン・ケイジ
M1W
- M1Wタッグ王座 : 1回

w / ブライアン・ケイジ
EWF
- EWFヘビー級王座 : 1回

CPW（Championship Pro Wrestling）
- CPWタッグ王座 : 1回

w / ジャックポット
HWA
- HWA TV王座 : 1回